# Gesala
Gesala is een plaats in de gemeente Västerås in het landschap Västmanland en de provincie Västmanlands län in Zweden. De plaats heeft 63 inwoners (2005) en een oppervlakte van 16 hectare. Gesala wordt omringd door zowel landbouwgrond als naaldbos. De stad Västerås ligt ongeveer twaalf kilometer ten zuiden van het dorp.

## Verkeer en vervoer
Bij de plaats loopt de Riksväg 56.